# Pont d'Auguste (Narni)
Le pont d'Auguste est un pont romain situé près de la ville italienne de Narni (autrefois Narnia), en Ombrie. Son tablier, d'une longueur de 160 m, supportait la via Flaminia au franchissement de la rivière Nera. Il était composé à l'origine de quatre arcs d'ouverture inégale dont seul subsiste celui situé le plus au sud.

## Histoire
Le pont a été construit sous Auguste, vers 27 av. J.-C., en grands blocs de marbre. S'élevant à 30 m au-dessus de la vallée, le pont d'Auguste est l'un des plus grands construits par les Romains.
Selon la surintendance du Patrimoine archéologique de l'Ombrie : « La complexité de la structure et un certain nombre d'irrégularités architecturales laissent penser que la construction de ce pont s'est étalée dans le temps. D'anciennes restaurations révèlent des défaillances structurelles résultant de l'utilisation intense de l'ouvrage ou de calamités naturelles. Les chroniques du Moyen Âge rapportent des effondrements causés par les inondations et les tremblements de terre. L'effondrement de la troisième pile eut lieu en 1855. Des travaux de renforcement ont été effectués dans les années 1970. L'arc subsistant a subi des dommages dus à des tremblements de terre récents, en particulier en 2000. D'autres travaux de restauration ont été effectués depuis cette date »; ils ont été complétés en 2005. Selon Jean Guiraud, le pont était déjà en ruines au XVe siècle.
Le pont était l'une des destinations classiques du Grand Tour.

## Dimensions
Les quatre travées avaient, du sud au nord, une largeur approximative de 19,20 m, 32,10 m, 18,00 m et 16,00 m ; seule subsiste la plus méridionale, avec son arc complet.

## Le pont de Narni dans la culture

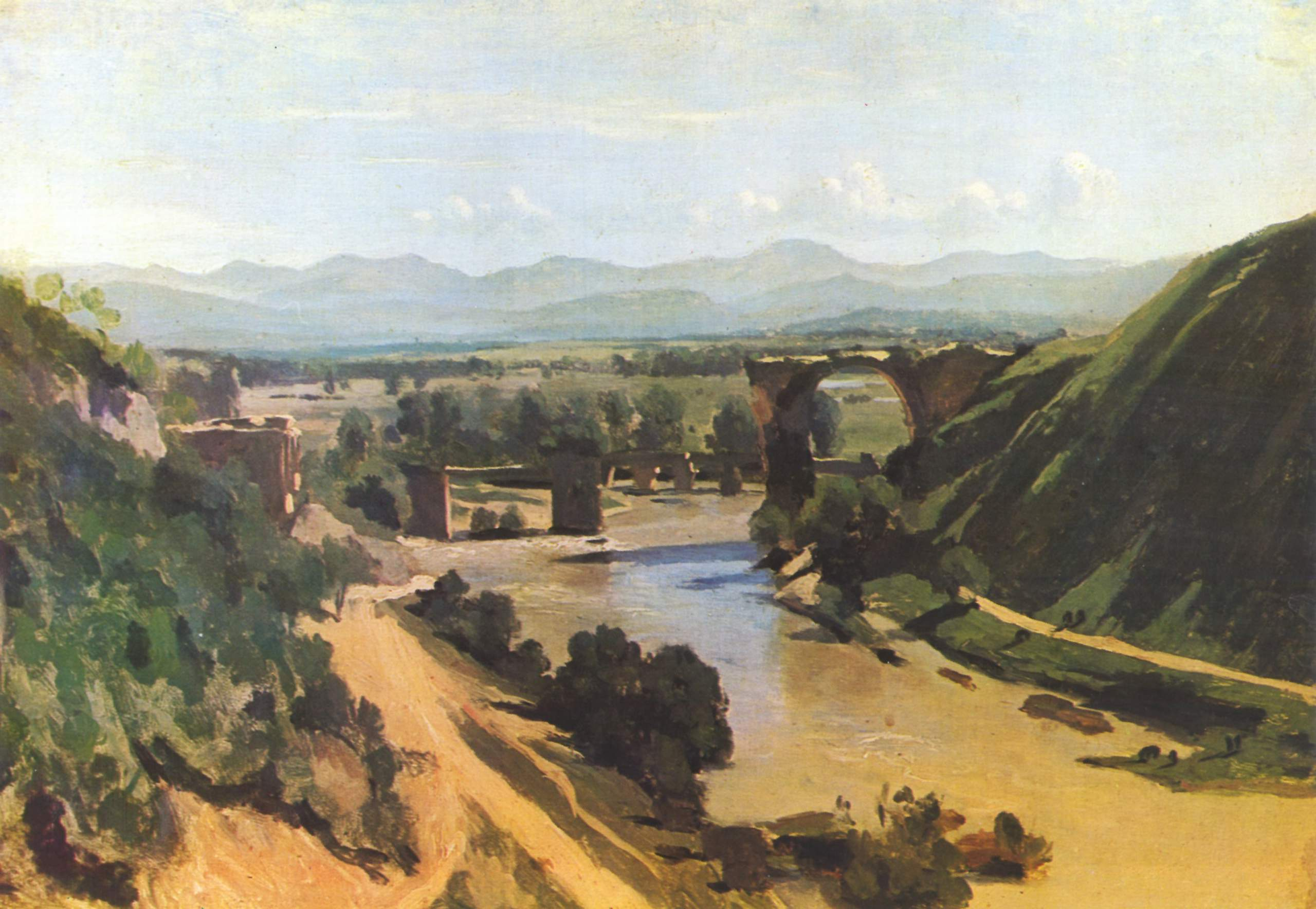
Le Pont de Narni, par Jean-Baptiste Camille Corot, 1826.

### Littérature
Une épigramme de Martial mentionne le pont : « quel charme trouves-tu à m'enlever si souvent mon cher Ovide et à le retenir loin de moi si longtemps ? ». Selon Martial, la Néra avait des eaux sulfureuses.
Une description du pont se trouve dans Roma antiqua et restaurata de Flavio Biondo, historien né à Forlì.
Astronome et voyageur, Joseph Jérôme Lefrançois de Lalande va voir ce « pont magnifique » durant son voyage en Italie ; il corrige les dimensions généralement acceptées pour le pont à son époque.
James Hakewill écrit dans son Tour pittoresque de l'Italie (1816–1817) : « Peu de vestiges de l'Antiquité impressionnent autant le voyageur, lui donnant une idée de la magnificence romaine, que la vue de ce pont… Il est construit de gros blocs de marbre blanc, soigneusement équarris et assujettis, sans aucune apparence de ciment, ni même de crampons de fer pour les lier entre eux. »

### Iconographie
Il y a au moins six représentations du pont médiéval, dont une aquarelle, assez exacte, de Francis Towne.
Le peintre anglais J. M. W. Turner a fait des croquis de ce pont en 1819 ; ils sont aujourd'hui conservés à la Tate Gallery.
Jean-Victor Bertin, le maître de Corot, a représenté les ruines du pont de Narni, par lequel il se sentait particulièrement attiré.
Jean-Baptiste Camille Corot (1796–1875) a réalisé, en 1826, le célèbre tableau du Pont de Narni qui se trouve aujourd'hui au musée du Louvre.

### Note
- (en) Cet article est partiellement ou en totalité issu de l’article de Wikipédia en anglais intitulé « Ponte d'Augusto (Narni) » (voir la liste des auteurs).